# Чернопятнистый бодиан
Чернопятнистый бодиан (лат. Bodianus axillaris) — вид лучепёрых рыб семейства губановых (Labridae). Распространены в Индо-Тихоокеанской области.

## Описание
Выражен половой диморфизм: взрослые самцы окрашены в красновато-коричневый цвет на передней части тела, контрастируя с белым задним концом, и имеют большое черное пятно у основания грудного плавника, а также на спинном и анальном плавниках. Самки и молодь черноватого цвета с белыми пятнами вдоль верхнего и нижнего бока. Молодь этого вида похожа на молодь Bodianus mesothorax, но имеет белые, а не желтые пятна. Максимальная длина тела 20 сантиметров.

## Распространение
Обитает в Индо-Тихоокеанской области. Встречается в Красном море, Восточной и Южной Африки, Маршалловых островов, Маркизских островов и на островах Туамото, к северу до Японии. 

## Среда обитания и биология
Взрослые особи обитают в чистых лагунах и вдоль прибрежных рифов, обычны на мелководьях на глубинах от 1 до 8 метров. Более крупные рыбы иногда встречаются на глубинах ниже 27 метров. Молодь водится поодиночке в пещерах или под навесами, где они ведут себя как рыба-чистильщик , взрослые особи иногда ведут себя таким же образом. Питаются придонными беспозвоночными с твердой оболочкой, такими как моллюски и ракообразные. Самцы и самки во время нереста образуют отдельные пары.

## Использование человеком
Она редко встречается в аквариумной торговле. Не имеет промыслового значения.